# Karl Schapper (Widerstandskämpfer)
Karl Schapper (* 27. August 1879 in Groß Möringen; † 1. Februar 1941 in Berlin-Plötzensee) war ein römisch-katholischer Widerstandskämpfer gegen den Nationalsozialismus.

Karl Schapper, ca. 1930

Karl Schapper stammt aus einer evangelischen Pfarrerfamilie und war ein Enkel des Theologen Karl August Schapper sowie Nachfahre von Cornelius Friedrich Adolf Krummacher.
Nach dem Besuch des Gymnasiums in Wernigerode studierte Schapper Rechtswissenschaften in Leipzig, Berlin und in der Schweiz. Als Referendar in preußischen Diensten absolvierte er Stationen in Haigerloch, Neuwied, Sigmaringen und Potsdam. 1906 wurde er Regierungsassessor beim Landratsamt Bochum. Von 1913 bis 1920 war er in der Eisenbahnverwaltung tätig. 1920 schied er als Regierungsrat aus der Bahnverwaltung aus und wurde Generalbevollmächtigter des Grafen Tiele-Winckler in Oberschlesien. Etwa zur gleichen Zeit trat er zur katholischen Kirche über. 1933/34 wurde Schapper Justiziar der Kattowitzer Hütten AG. Bei seinen Reisen nach Polen kam Schapper in Kontakt zur NS-kritischen katholischen Zeitschrift Der Deutsche in Polen und verfasste dort verschiedene Artikel, in denen er die Unvereinbarkeit des christlichen Glaubensverständnisses mit der NS-Ideologie darstellte. Im Jahr 1939 kam es zu Kontakten mit angeblichen Angehörigen des militärischen Widerstands gegen Hitler. In Niederbreisig, wo Schapper sich den Idyllenhof erworben hatte, unterhielt er Kontakte zur bürgerlichen Opposition gegen Hitler. Aufgrund einer Denunziation wurde er am 9. September 1939 gemeinsam mit seiner Frau Irmgard (geborene Wambsganss) und seiner Schwägerin Gertrud Wambsganss von der Gestapo verhaftet. Schapper wurde vom 2. Senat des Volksgerichtshofs in Berlin wegen Hochverrats zum Tode verurteilt und am 1. Februar 1941 in Plötzensee enthauptet.
Schapper gehörte zum frühen christlichen Widerstand gegen Hitler. Seine bürgerlich-humanistische Bildung und sein ökumenisch orientierter christlicher Glaube haben ihn in die persönliche Opposition gegen den Nationalsozialismus geführt. Die jetzt wieder zugänglichen Verfahrensakten zeigen einen Menschen, der die volle Konsequenz des Widerstands und die Bereitschaft zum Martyrium auf sich nahm.
Die römisch-katholische Kirche hat Karl Schapper als Glaubenszeugen in das deutsche Martyrologium des 20. Jahrhunderts aufgenommen.